# Lindera doniana
Lindera doniana är en lagerväxtart som beskrevs av C.K. Allen. Lindera doniana ingår i släktet Lindera och familjen lagerväxter. Inga underarter finns listade i Catalogue of Life.